# The Methods of Ethics

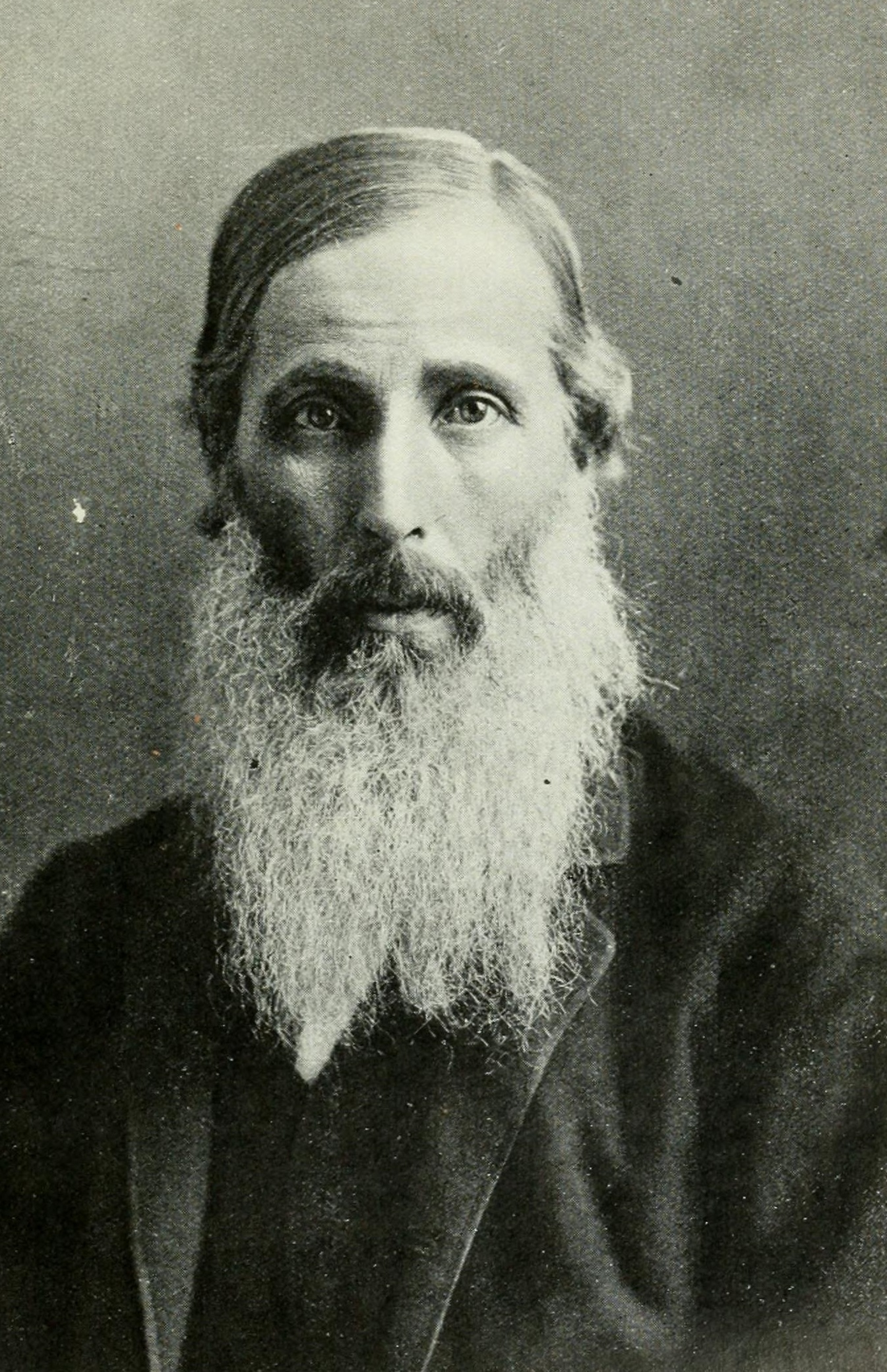
Henry Sidgwick

The Methods of Ethics est un ouvrage de philosophie morale d'Henry Sidgwick, publié en 1874. C'est l'un des principaux ouvrages en matière d'utilitarisme. C'est aussi l'ouvrage le plus connu de l'auteur.